# Historia meteorológica del huracán Harvey (2017)
El huracán Harvey fue el ciclón tropical más costoso jamás registrado (igualado con el huracán Katrina de la temporada de huracanes en el Atlántico de 2005), causando daños por valor de unos 125 000 millones de dólares en el área metropolitana de Houston y el sureste de Texas. Duró desde mediados de agosto hasta principios de septiembre de 2017, y durante ese periodo se batieron numerosos récords de precipitaciones e intensidad de aterrizaje. Harvey, la octava tormenta con nombre, el tercer huracán y el primer huracán mayor de la temporada de huracanes del Atlántico de 2017, se originó en una amplia zona de bajas presiones al suroeste de Cabo Verde que se observó por primera vez el 13 de agosto. Desplazándose constantemente hacia el oeste, la perturbación desarrolló una fuerte convección, una circulación bien definida y vientos sostenidos con fuerza de tormenta tropical, lo que llevó a la clasificación de la tormenta tropical Harvey a finales del 17 de agosto. La moderada cizalladura vertical del viento del este mantuvo a Harvey débil, mientras continuaba hacia el oeste en el mar Caribe; a pesar de las repetidas predicciones de intensificación gradual por el Centro Nacional de Huracanes (NHC; National Hurricane Center), Harvey finalmente se convirtió en una onda tropical el 19 de agosto. Los remanentes de Harvey continuaron moviéndose hacia el oeste y alcanzaron la península de Yucatán el 22 de agosto, y se pronosticó que se regenerarían en un ciclón tropical después de salir de tierra.
El 23 de agosto, Harvey se adentró en el golfo de Campeche y desarrolló rápidamente una circulación bien definida, convirtiéndose en depresión tropical ese mismo día y en tormenta tropical quince horas más tarde. Curvándose hacia el noroeste en un entorno favorable con baja cizalladura del viento y altas temperaturas de la superficie del mar, Harvey comenzó a consolidarse y desarrolló un ojo. Harvey se intensificó rápidamente a medida que se acercaba a la costa de Texas y se convirtió en huracán el 24 de agosto por la tarde. A pesar de la entrada de aire seco que detuvo el proceso de intensificación durante el resto del día, Harvey pronto reanudó su fortalecimiento y se convirtió en el primer gran huracán de la temporada en la tarde del 25 de agosto. 
Continuando su intensificación, Harvey alcanzó su pico de intensidad con vientos máximos sostenidos de 215 km/h (categoría 4 en la escala Saffir-Simpson) y una presión mínima de 937 mbar (27,67 inHg), al aterrizar por primera vez cerca de Rockport, Texas, a las 03:00 UTC del 26 de agosto. Harvey se convirtió así en el primer gran huracán que tocaba tierra en Estados Unidos desde Wilma en 2005, el primer huracán mayor en Texas desde Bret en la temporada de 1999 y el más fuerte en Texas desde Carla en la temporada de 1961. El rápido debilitamiento comenzó cuando Harvey aterrizó por segunda vez justo al norte de Holiday Beach tres horas después de su primer aterrizaje, degradándose a tormenta tropical esa misma tarde. Atrapado entre dos crestas situadas al oeste y al este, Harvey disminuyó drásticamente su velocidad a medida que se adentraba en el país, pero el 27 de agosto empezó a desviarse hacia el sudeste, de nuevo hacia el agua.
Harvey reapareció sobre el extremo occidental del golfo de México como una débil tormenta tropical a principios del 28 de agosto; para entonces habían caído casi 760 mm de lluvia en la Gran Houston. Moviéndose lentamente hacia el este-sureste, Harvey traería otras 510 mm de lluvia al área metropolitana de Houston y partes del suroeste de Luisiana durante los tres días siguientes, convirtiéndose en el ciclón tropical más lluvioso registrado en Estados Unidos. Finalmente, una vaguada que se desplazaba sobre el valle del río Ohio arrastró a Harvey hacia el norte, y Harvey tocó tierra por tercera y última vez justo al oeste de Cameron (Luisiana), el 30 de agosto, antes de debilitarse y convertirse en una depresión tropical. El 1 de septiembre, Harvey perdió gradualmente sus características tropicales y se convirtió en un ciclón extratropical.

## Origen y trayectoria por el Caribe

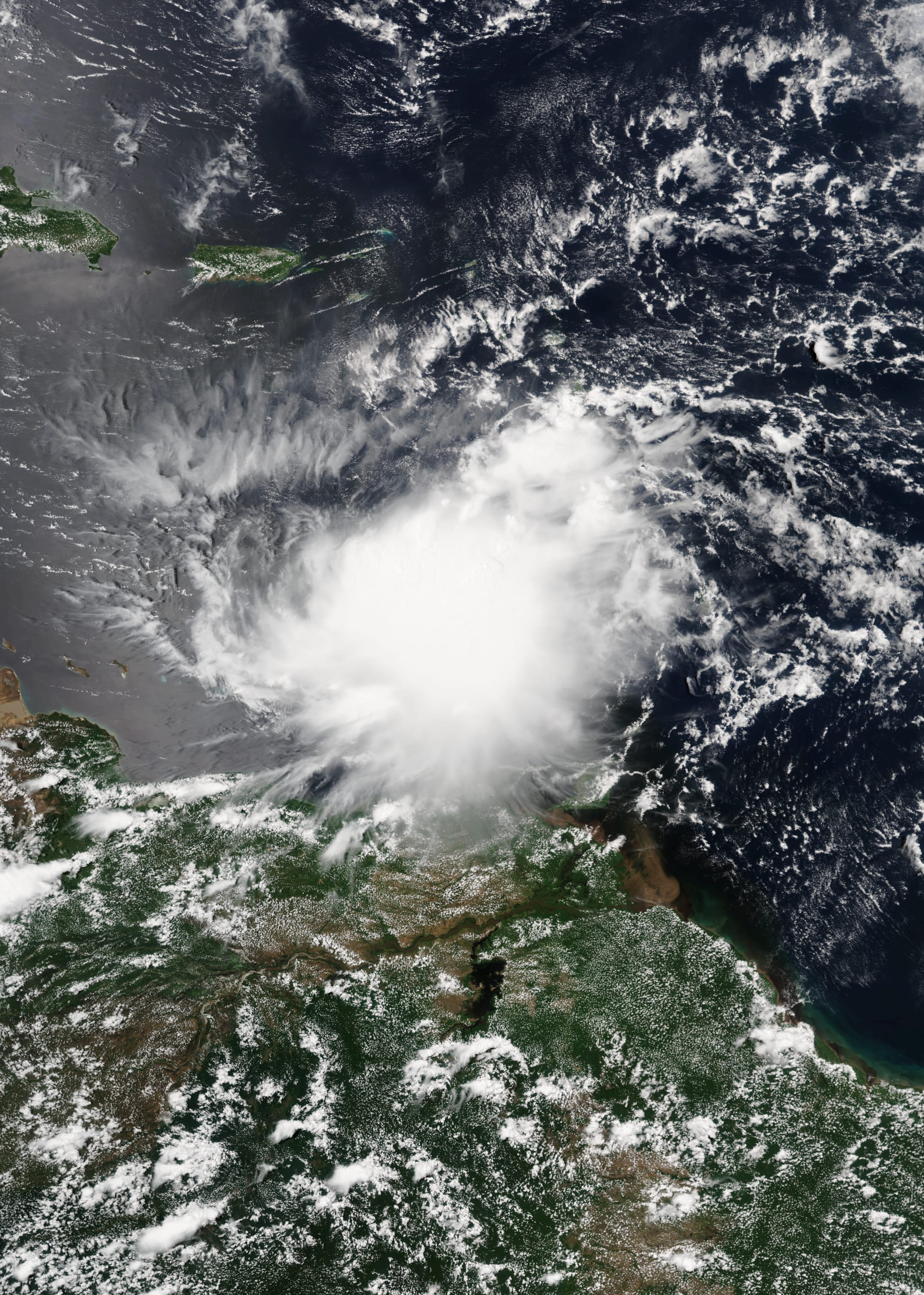
Tormenta tropical Harvey sobre las islas de Barlovento el 18 de agosto

El 12 de agosto, una onda tropical se desplazó frente a la costa occidental de África, acompañada de una amplia zona de convección. El Centro Nacional de Huracanes (NHC) comenzó a rastrear la onda a la mañana siguiente, justo antes de que la masa convectiva se disipara. Se esperaba que la onda tropical se fusionara con una amplia zona de baja presión situada al suroeste de Cabo Verde y se consolidara lentamente, con el NHC dando una baja probabilidad de ciclogénesis tropical en los próximos cinco días. La fusión no se completó, sin embargo, con las dos áreas de perturbación climática permaneciendo separadas a pesar de estar contenidas por la misma zona de baja presión. Los dos sistemas se separaron completamente el 15 de agosto, con la zona de baja presión original continuando hacia el oeste en dirección al mar Caribe, mientras que la onda tropical del este se desplazó más al norte. La onda tropical del este se convertiría finalmente en el potencial ciclón tropical diez frente a la costa del sureste de Estados Unidos, que no logró convertirse en ciclón tropical, si bien no se pronosticó que las condiciones en el mar Caribe fueran propicias para el desarrollo. La convección alrededor de la baja comenzó a aumentar ese mismo día cuando una onda Kelvin pasó por la zona, pero permaneció desorganizada en medio de fuertes vientos de nivel superior. Sin embargo, el NHC señaló que la baja podría experimentar un ligero período de descanso cerca de las Antillas Menores. El 17 de agosto, las imágenes satelitales revelaron que el sistema se había vuelto mucho más organizado, con una circulación mejor definida . Considerando que tenía una alta probabilidad de ciclogénesis tropical durante los próximos dos días, el NHC comenzó a emitir avisos a las 15:00 UTC sobre el potencial ciclón tropical nueve aproximadamente a 475 km al este de Barbados; esto permitió que se emitieran avisos y alertas de ciclón tropical para las Antillas Menores. El análisis posterior reveló que ya se había formado una depresión tropical a las 06:00 UTC mientras se ubicaba a 815 km al este de Barbados.

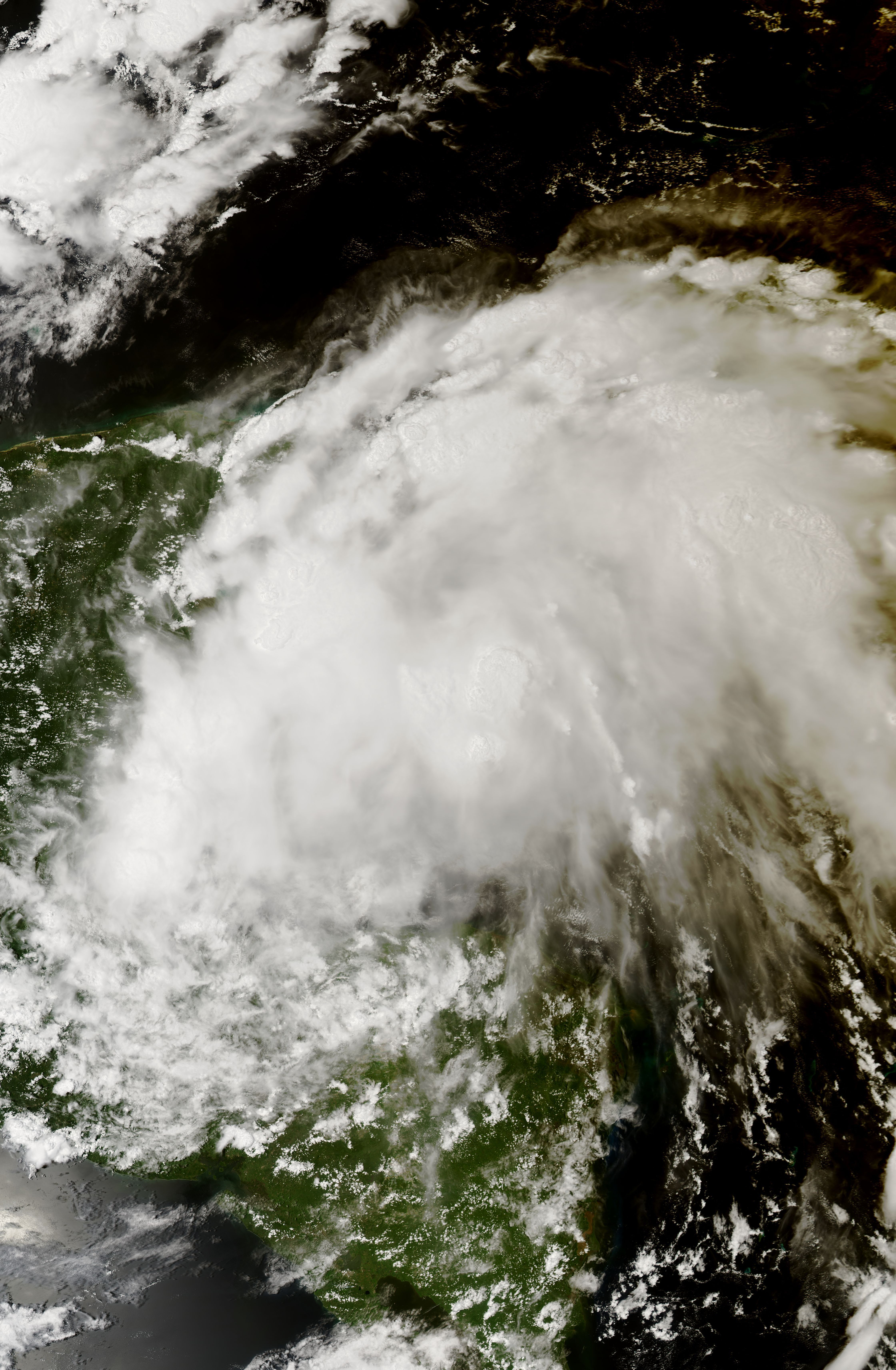
Los restos de Harvey en el golfo de Honduras el 21 de agosto, a la sombra de un eclipse solar total

Un avión de los cazadores de huracanes de la Reserva de la Fuerza Aérea que investigó la perturbación entre las 18:00 y las 21:00 UTC del 17 de agosto detectó un centro de circulación bien definido con fuerte convección cizallada hacia el oeste. Con el sistema ya produciendo vientos máximos sostenidos cerca de 65 km/h, la perturbación fue inmediatamente elevada a tormenta tropical y se le dio el nombre de Harvey. Con Harvey desplazándose hacia el oeste a 29 km/h en un entorno de cizalladura vertical moderada del este, la previsión de intensidad seguía siendo complicada; los modelos estadísticos y de huracanes preveían que Harvey se acercara o alcanzara la intensidad de huracán, mientras que los modelos globales, sobre todo el Centro Europeo de Previsiones Meteorológicas a Plazo Medio (CEPMPM) y el Sistema Mundial de Predicción, mostraban que Harvey degeneraría a onda tropical en los próximos días. Mientras tanto, el 18 de agosto, el centro de Harvey pasó sobre Barbados a las 10:00 UTC y sobre San Vicente a las 15:00 UTC con vientos de 75 km/h y una presión central de 1004 mbar (29,65 inHg); ambas islas recibieron poco impacto ya que los vientos más fuertes de Harvey se situaron bien al norte. Este último escenario se produjo finalmente cuando Harvey permaneció desorganizado, con las circulaciones de nivel bajo y medio desalineadas. De hecho, un avión de reconocimiento que voló a través de Harvey al día siguiente fue incapaz de encontrar una circulación de nivel medio cerrada, aunque la circulación de bajo nivel se mantuvo intacta. A las 12:00 UTC del 19 de agosto, Harvey se había degradado a depresión tropical. La circulación debilitada se abrió en una onda seis horas más tarde. A pesar de la disminución de la cizalladura vertical del viento por delante, se esperaba que el rápido movimiento de Harvey y su proximidad al aire seco dificultaran la reintensificación por el momento. Sin embargo, el NHC señaló la posibilidad de que Harvey se regenerara cerca de la península de Yucatán o en la golfo de Campeche.

## Regeneración y rápida intensificación
En la mañana del 20 de agosto, el NHC comenzó a incluir los remanentes de Harvey en sus perspectivas meteorológicas tropicales, evaluándolo con una probabilidad media de redesarrollo durante los próximos cinco días. Sin embargo, esto se incrementó a alta horas más tarde después de que los chubascos y tormentas eléctricas asociados con el sistema aumentaran en cobertura. El sistema recuperó vientos con fuerza de tormenta tropical más tarde, el 20 de agosto, pero aún no se podía encontrar una circulación cerrada. La vaguada remanente de Harvey continuó moviéndose de manera constante hacia el oeste a oeste-noroeste hacia Belice y la península de Yucatán hasta el 21 de agosto, pasando sobre esta última el 22 de agosto. A medida que la zona de baja presión asociada con el antiguo Harvey se desplazaba sobre tierra, su circulación se definía mejor, y el NHC señaló que el desarrollo de un ciclón tropical era casi una certeza en los próximos días cuando el sistema entrara en la golfo de Campeche. En ese momento, el NHC también mencionó la posibilidad de que vientos huracanados afectaran a la costa de Texas. Dichos pronósticos se hicieron realidad a las 12:00 UTC del 23 de agosto, cuando Harvey se regeneró en una depresión tropical a 282 km al oeste de Progreso (México), tras confirmarse finalmente la presencia de una circulación cerrada.

Animación por satélite de Harvey mientras se intensificaba rápidamente cerca de la costa de Texas el 25 de agosto

Durante las siguientes horas, Harvey continuó consolidándose, con el radio de vientos máximos disminuyendo a 110 km a principios del 24 de agosto. Moviéndose lentamente hacia el noroeste a norte-noroeste en respuesta a una débil cresta al noreste, Harvey se intensificó a tormenta tropical a las 04:00 UTC. En ese momento, Harvey se encontraba a 710 km al sureste de Port O'Connor (Texas). Se preveía una mayor intensificación, ya que la cizalladura del viento sobre Harvey disminuyó con el debilitamiento de una baja de nivel superior sobre el noroeste del golfo de México. De hecho, el NHC evaluó que la probabilidad de una rápida intensificación (vientos sostenidos aumentando 55 km/h en 24 horas) aumentó al 45% sólo cinco horas después de que Harvey hubiera sido declarado tormenta tropical. Este pronóstico se materializó poco después cuando Harvey comenzó a fortalecerse rápidamente, con aviones de reconocimiento que monitoreaban la tormenta alrededor de las 14:00 UTC informando que la estructura se había “reforzado notablemente”: un ojo de 28 a 37 km se había desarrollado y la presión central había caído a 982 mbar (29,00 inHg). Esto dio lugar a un aumento sustancial en el pronóstico de intensidad, con el ciclón se espera que sea un poderoso huracán en el momento en que llegó a la costa de Texas. Menos de dos horas más tarde, a las 18:00 UTC, Harvey fue elevado a un huracán de categoría 1 en la escala Saffir-Simpson sobre la base de datos adicionales de aeronaves.
Posteriormente, el proceso de intensificación se estancó un poco y el ojo perdió algo de definición, a pesar de una disminución constante de la presión central. Esto se atribuyó a un probable arrastre de aire seco. Sin embargo, a principios del 25 de agosto, el fortalecimiento se reanudó de nuevo y Harvey alcanzó la categoría 2 aproximadamente a las 05:00 UTC de ese día. Durante este tiempo, la presentación por satélite mejoró significativamente con la aparición de un ojo intermitente incrustado en un nublado denso central, así como la mejora del flujo de salida. Sin embargo, poco después, se informó de la presencia de paredes del ojo concéntricas en Harvey (indicando un ciclo de sustitución de la pared del ojo) que impidió que los vientos sostenidos aumentaran más allá de 175 km/h durante un tiempo, a pesar de una presión inusualmente baja de 947 mbar (27,96 inHg), que es típica de una tormenta más fuerte. A pesar de ello, Harvey logró intensificarse rápidamente hasta convertirse en un huracán mayor (una tormenta con vientos de 179 km/h o más) a las 19:00 UTC de ese día. El rápido fortalecimiento finalmente culminó con Harvey alcanzando vientos máximos sostenidos de 215 km/h (un huracán de categoría 4 en la escala Saffir-Simpson) a las 23:00 UTC, cuando un ojo bien definido se formó dentro del huracán. La presión tocó fondo en 937 mbar (27,67 inHg) horas más tarde a las 03:00 UTC del 26 de agosto, justo cuando estaba tocando tierra en la isla San José.

## Aterrizajes en Texas y posterior estancamiento

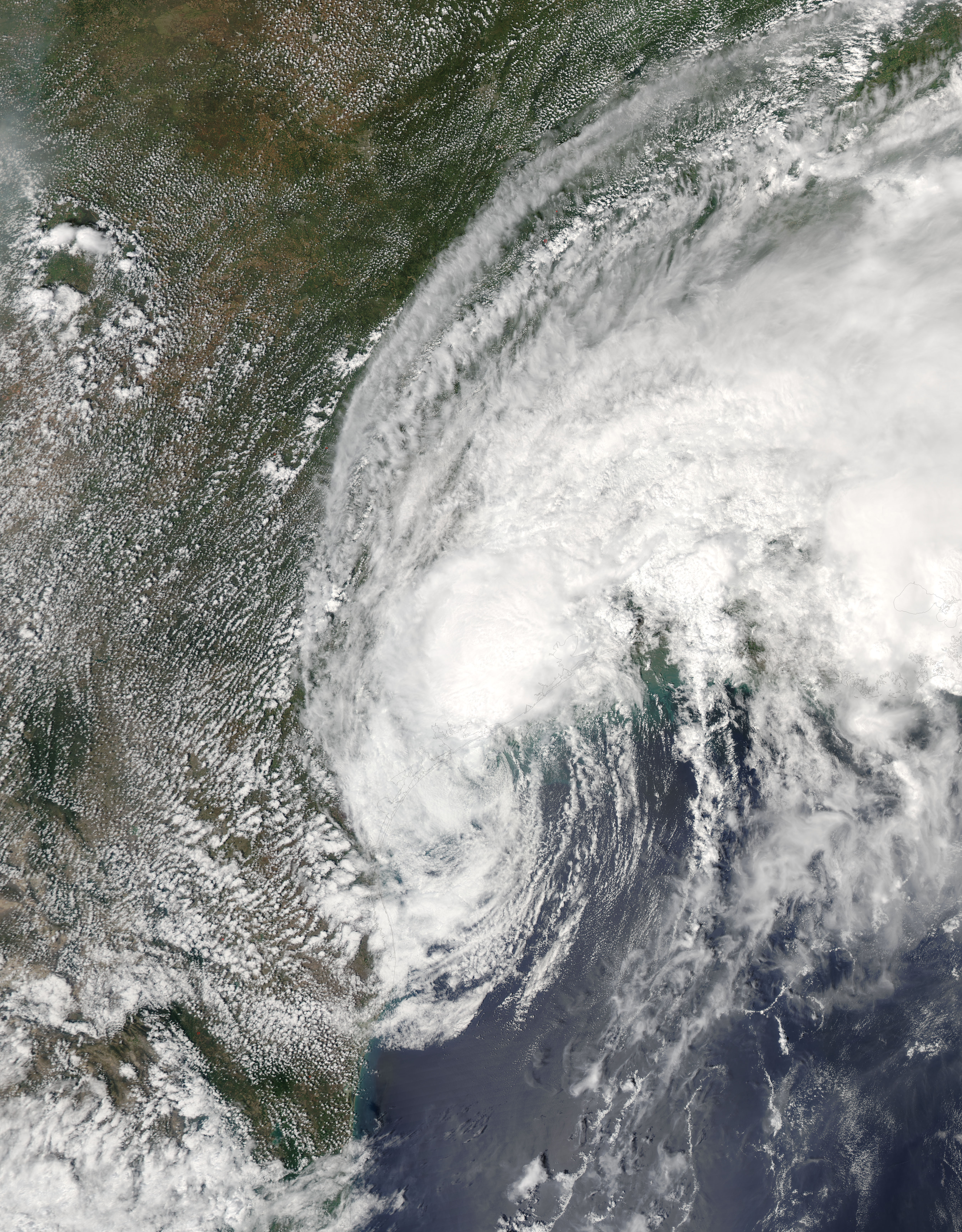
Harvey poco después de emerger en el golfo de México el 28 de agosto

Harvey tocó tierra oficialmente a las 03:00 UTC del 26 de agosto en el extremo norte de la isla de San José, a 9,7 km al este de Rockport (Texas), con su fuerza máxima, lo que convirtió a Harvey en la primera tormenta que azotaba Estados Unidos con intensidad de categoría 3 o superior desde el huracán Wilma en 2005, el más fuerte en términos de velocidad del viento que azotaba el país desde Charley en la temporada de huracanes de 2004 y el primer huracán que azotaba Texas desde Ike en la temporada de 2008. Harvey también se convirtió en el primer gran huracán en el estado desde Bret en la temporada de 1999, así como el más fuerte en Texas desde Celia en la temporada de 1970. Una marejada ciclónica de 1,8 a 3,0 m se registró entre Port Aransas y Matagorda. El debilitamiento comenzó cuando el ojo de Harvey se movió más hacia el interior y el huracán tocó aterrizó posteriormente en la costa noreste de bahía de Copano a las 06:00 UTC con vientos ligeramente inferiores de 205 km/h. El proceso de debilitamiento se aceleró a medida que avanzaba lentamente hacia el noroeste, con Harvey cayendo a la fuerza mínima de huracán a las 15:00 UTC cuando el núcleo central interno se derrumbó y el ojo desapareció de las imágenes visibles por satélite. El movimiento de Harvey se redujo a un rastreo cuando el ciclón quedó atrapado entre dos crestas al este y al oeste, lo que generó ligeras corrientes de dirección que impidieron cualquier movimiento rápido. Más tarde ese mismo día, Harvey se debilitó hasta convertirse en tormenta tropical al seguir calentándose la convección central. Mientras Harvey apenas se movía y seguía dejando caer lluvia, se produjeron inundaciones catastróficas y que batieron récords en la parte sureste de Texas. Durante este tiempo, un total de 52 tornados tocaron tierra, la mitad de los cuales se produjeron dentro o cerca de Gran Houston. El más fuerte fue un EF2 en la escala Fujita mejorada, que tocó tierra cerca de Evangeline (Luisiana), la noche del 29 de agosto. Todos los demás tornados tuvieron una intensidad EF0 o EF1.
A finales del 27 de agosto, el ciclón completó un bucle anticiclónico y comenzó una lenta deriva hacia el sureste hacia el golfo de México; en este momento Harvey era sólo una tormenta tropical mínima. La convección profunda se formó repetidamente en la mitad derecha de Harvey ya que había permanecido sobre el agua, lo que probablemente ayudó al sistema a mantener vientos con fuerza de tormenta tropical a pesar de estar centrado sobre tierra. Aún moviéndose lentamente, Harvey emergió de nuevo sobre el agua en bahía de Matagorda a finales de agosto 28. Una vez de vuelta sobre las cálidas aguas del golfo de México, la convección profunda surgió bien al norte del centro de la tormenta tropical, lo que llevó a un ligero fortalecimiento. El centro de la tormenta continuó desplazándose hacia el este-sureste hasta las primeras horas del 29 de agosto, pero nunca se alejó más de 110 km de la costa tejana. La convección resurgió más tarde ese día, con el centro saltando hacia el norte en la convección cuando Harvey comenzó a moverse hacia el noreste. En consecuencia, los vientos de Harvey alcanzaron un tercer y último pico de 85 km/h a las 18:00 UTC. A medida que se formaba una cresta sobre el Atlántico occidental, Harvey comenzó a dirigirse hacia el norte-noreste, de vuelta a la costa de Estados Unidos. La fuerte cizalladura vertical del viento debilitó un poco la tormenta a medida que se acercaba a la costa de Luisiana, aunque la presión central continuó cayendo hasta alrededor de 990 mbar (29,23 inHg).

### Lluvias e inundaciones

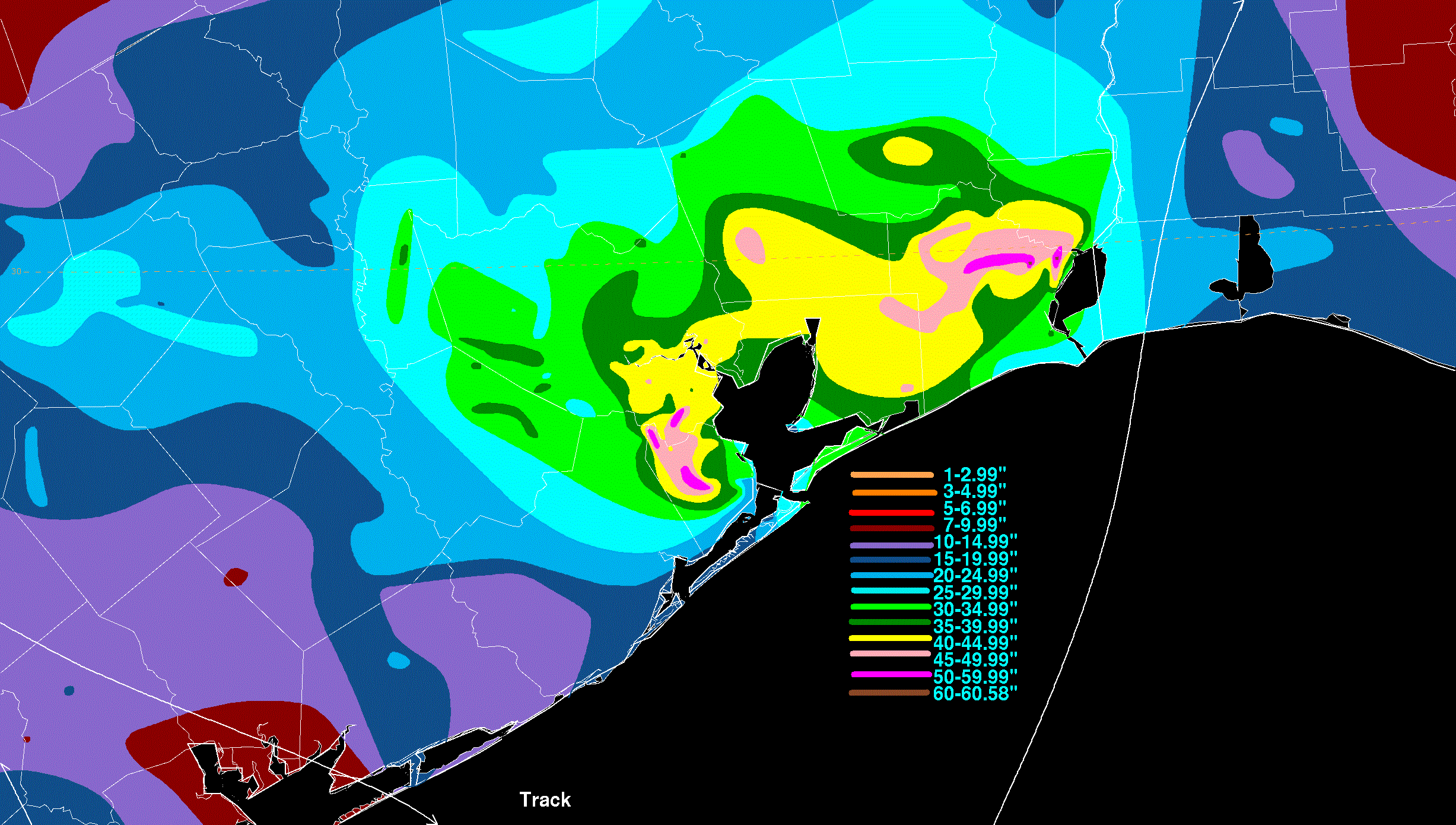
Acumulaciones de lluvia de Harvey en el sureste de Texas. Las lluvias más intensas cayeron cerca de Beaumont y Houston.

Debido al lento movimiento de Harvey cerca y sobre Texas y Luisiana, entre el 26 y el 30 de agosto, se observaron fuertes lluvias prolongadas y las consiguientes inundaciones catastróficas que batieron récords en muchas partes de los dos estados, especialmente en el área metropolitana de Houston. La combinación de Harvey con un débil frente estacionario situado sobre el sur de Estados Unidos dio lugar a un aumento baroclínico de las fuertes lluvias en esa región. El aire cálido y húmedo que envolvía el lado este de la circulación de Harvey convergió con aire más frío y seco y se elevó en un proceso conocido como elevación isentrópica, creando fuertes lluvias prolongadas. Como resultado, el NHC declaró a Harvey “el ciclón tropical más importante de la historia de Estados Unidos”. Las mayores acumulaciones de lluvia superaron las 1500 mm, con una lectura de 1539 mm en Nederland (Texas), y otra de 1538 mm cerca de Groves (Texas). Esto superó con creces los récords anteriores de precipitaciones de ciclones tropicales tanto para el territorio continental de Estados Unidos, que estaba en manos de la tormenta tropical Amelia de 1978, así como para todo Estados Unidos, que estaba en manos del huracán Hiki de 1950. Las precipitaciones de hasta 170 mm por hora contribuyeron en gran medida a batir récords de precipitaciones diarias e incluso mensuales en la región. La estación meteorológica del Aeropuerto Intercontinental George Bush de Houston observó acumulaciones de precipitaciones diarias récord tanto el 26 como el 27 de agosto, de 213 y 408 mm respectivamente. El total de 993 mm de lluvia en agosto, en su mayoría de Harvey, hizo de ese mes el más lluvioso jamás registrado en Houston, más del doble del récord anterior de 488 mm. Además de Houston, casi todo el sureste de Texas recibió al menos 910 mm de lluvia, y se calcula que entre el 25% y el 30% del condado de Harris, unos 1150 km2 de tierra, quedó sumergido. Luisiana también se vio afectada por las lluvias de Harvey, con acumulaciones máximas de 602 mm registradas al oeste de Vinton, aunque los datos del radar indicaron que probablemente cayeron 1000 mm de lluvia. En otros lugares, Harvey también causó importantes inundaciones en Tenesí, donde se registraron unos 30 cm de lluvia.

## Aterrizaje final y disipación
El centro de Harvey cruzó la costa cerca de Cameron (Luisiana), a las 08:00 UTC del 30 de agosto con vientos de 75 km/h y una presión central de 991 mbar (29,26 inHg). A medida que la tormenta se adentraba hacia el interior, comenzó a debilitarse de nuevo y Harvey pasó a ser una depresión tropical a las 00:00 UTC del 31 de agosto. En consecuencia, el NHC emitió su último aviso sobre el ciclón tres horas más tarde, y el Centro de Predicción Meteorológica se encargaría de la información adicional. Mientras continuaba generando fuertes precipitaciones, Harvey comenzó a perder sus características tropicales, convirtiéndose finalmente en un ciclón extratropical a las 06:00 UTC del 1 de septiembre sobre el valle del Tenesí. Finalmente, lo que quedaba de Harvey se debilitó hasta el punto de que el Centro de Predicción Meteorológica dio por terminados los avisos sobre la tormenta, lo que hizo a las 15:00 UTC del día siguiente. Los restos continuaron moviéndose hacia el noreste mientras interactuaban con una zona de baja presión en desarrollo sobre el Atlántico Medio, disipándose poco después sobre el norte de Kentucky.